# Нововавилонско царство
Нововавилонското царство, наричано още Халдейско царство, се отнася до държавата Вавилония в периода от 626 до 539 г. пр.н.е. Този период започва с бунта на Набопаласар срещу Асирия и завършва с инвазията на Кир II, като включва царуването на Навуходоносор II. Въпреки че държавата не просъществува дълго време, тя е добре документирана и оставя трайни следи и влияние в района.

## История
Вавилония е била подчинена и доминирана от Асирия.
След смъртта на Ашурбанипал през 627 пр.н.е. Асирийската империя започва да се разпада. Асирийският управител Кандалану заема Вавилонския престол от името на своя цар.
Навуходоносор ІІ, синът на Набопаласар, царува между 605 и 562 г. пр.н.е. Той завладява Сирия и Палестина. Вавилон отново става най-силният и блестящ град в Двуречието. Това е време на политическа мощ, стопански подем и активен културен живот. Възстановени са старите храмове и започва строителство на нови такива.
През 539 г. пр.н.е. Персия превзема Вавилон.